# Podzol
Podzol eller podsol (af russisk: под/pod = "under" + зола/zola = "aske") er den typiske jordtype under koldt tempererede klimaforhold, hvor der naturligt vil være taiga. Jordtypen genfindes dog også på udpinte jorde (heder) under varmt tempererede klimaforhold, hvor løvskove er det naturlige plantedække. Endelig findes podzol i områder med Eucalyptusskov og heder i det sydlige Australien.
De fleste steder er podzoljorde næringsfattige og dårligt egnede til agerbrug. De er oftest sandede og bliver derfor hurtigt tørre, men hvor der opstår al, kan jorden være vandlidende i store dele af året. Hvor der er et højt humusindhold i jorden, og hvor alen er blevet brudt, kan disse lette jorde blive højtydende. Det forudsætter dog en hyppig tilførsel af jordbrugskalk og gødning.
Podzol dannes, hvor udgangsmaterialet er fattigt på kalk, og hvor der er fugtige, kølige klimaforhold. Øverst findes et lag af svagt omsat førne, og nedenunder dannes der et mørkegråt lag af humusblandet sand. Det lysegrå lag (blegsandet) under det humusholdige lag (se signaturen "Ae" på diagrammet) er udvasket for jern og humus. Under det findes et lag, hvor jern og humus atter er udfældet og ofte koncentreret i en grad, så der er dannet jern- eller humusal. Nederst har man den oprindelige, uændrede jordtype.
Podzol er et element i World Reference Base for Soil Resources.